# CP Весов
CP Весов (лат. CP Librae) — одиночная переменная звезда в созвездии Весов на расстоянии (вычисленном из значения параллакса) приблизительно 11640 световых лет (около 3569 парсеков) от Солнца. Видимая звёздная величина звезды — от +14,6m до +13,7m.

## Характеристики
CP Весов — пульсирующая переменная звезда типа RR Лиры (RRAB).